# Celio Roncancio
Celio Roberto Roncancio González (Manizales, 12 maart 1966 – Manizales, 8 juni 2014) was een Colombiaans wielrenner. In 1996 werd hij Colombiaans kampioen op de weg.

## Belangrijkste overwinningen
1996
- Colombiaans kampioen op de weg, Elite